# Schoenoplectus tabernaemontani
Espèce
Classification phylogénétique
Statut de conservation UICN

 LC  : Préoccupation mineure
Le jonc des chaisiers glauque ou scirpe des chaisiers glauque ou scirpe glauque,  Schoenoplectus tabernaemontani  est une espèce de plantes des marais de la famille des Cyperaceae.

## Synonymes
La liste de synonyme suivante comprend des noms que certains botanistes considèrent comme étant des espèces différentes, alors que d'autres s'y réfèrent comme à une seule.
- Schoenoplectus lacustris (Linné) Palla
- Schoenoplectus validus (Vahl) Löve & Löve
- Scirpus acutus Mühlenberg
- Scirpus glaucus Smith
- Scirpus lacustris L. subsp. glaucus Smith
- Scirpus tabernaemontani (C.C. Gmelin) Syme in Sowerby
- Scirpus validus Vahl.

## Description

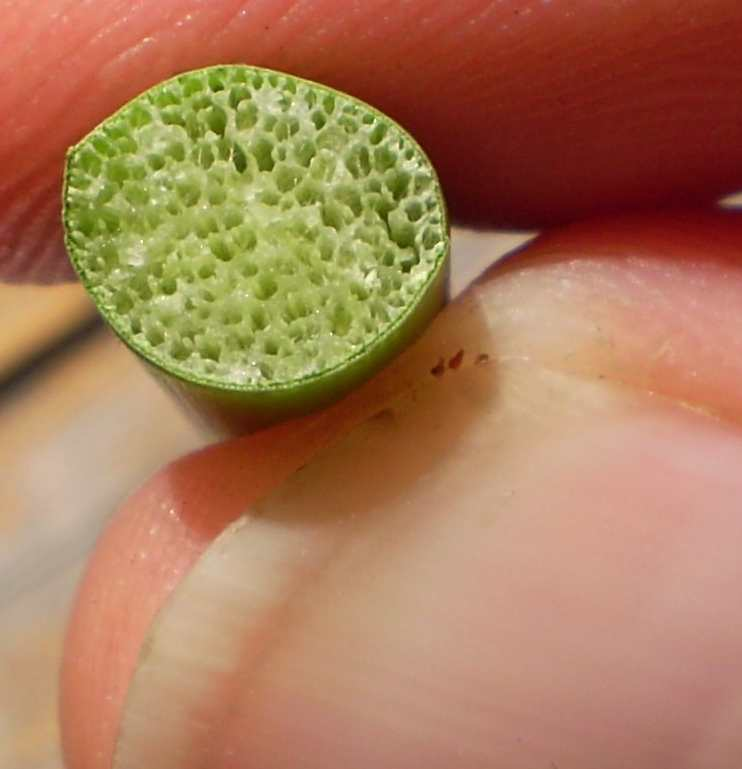
Coupe transversale d'une hampe de scirpe de chaisier, montrant l'aérenchyme cloisonné.

Plante herbacée vivace dont la hampe cylindrique vert glauque atteint 50 à 250 cm de hauteur. L'intérieur de cette hampe est rempli de cavités cloisonnée formant l'aérenchyme. Tige très courte. Feuilles réduites, pratiquement inexistantes.

Floraison de mai à août. Épis groupés en glomérules sphériques et compacts. Fruit : deux akène longs de 2-2,5 mm..

## Répartition et habitat
S. tabernaemontani est cosmopolite, poussant en divers endroits sur le globe. C'est une espèce de milieux humides tolérant un éventail de conditions relativement large. On le trouve généralement sur les rives des marais, étangs et rivières à faible débit, mais il peut aussi s'installer dans l'eau, jusqu'à 2 mètres de profondeur, en plus de tolérer être hors de l'eau une partie de l'année. Préférant les substrats vaseux ou sablonneux, elle peut former de grandes colonies très denses, presque monospécifiques. Quelques espèces réussissent toutefois à la côtoyer: Carex aquatilis, Zizania palustris (zizanie des marais), certaines sagittaires et certaines quenouilles.

## Utilisations
En Europe, les longues hampes florales cylindriques étaient utilisées pour rempailler les chaises, d'où l'appellation «jonc des chaisiers». En Amérique, Les peuples autochtones se nourrissaient du rhizome cru, bouilli, rôti ou encore en farine.